# Andriej Jegorczew
Andriej Jegorczew (ros. Андрей Егорчев; ur. 8 lutego 1978 w Nabierieżnych Czełnach) – rosyjski siatkarz, reprezentant kraju. Gra na pozycji środkowego bloku. Obecnie bez klubu.
W 2004 zdobył brązowy medal na igrzyskach olimpijskich w Atenach.
Został odznaczony tytułem Zasłużonego Mistrza Sportu, a także Orderem Zasług dla Ojczyzny II klasy 16 marca 2007 r.

## Kluby
- 1991–1994 KAMAZ Nabierieżnyje Czełny
- 1994–2000 U3M-emerald Jekaterynburg
- 2000–2004 Lokomotiw Biełgorod
- 2004–2006 Dinamo Moskwa
- 2006–2008 Dynamo Kazań
- 2008–2010 Iskra Odincowo
- 2010–2011 Zienit Kazań

## Sukcesy

### Reprezentacyjne
- Mistrzostwa Świata Juniorów:  (1997)
- Mistrzostwa Europy Juniorów:  (1998)
- Wicemistrzostwa Świata:  (2002)
- Wicemistrzostw Europy:  (2005)
- Brązowy medal Mistrzostw Europy:  (2001, 2003)
- Igrzyska Olimpijskie:  (2004)
- Zwycięstwo w Lidze Światowej:  (2002)
- Brązowy medal Ligi Światowej:  (1999, 2001)
- Zwycięstwo w Lidze Europejskiej:  (2004, 2005)

### Klubowe
- Mistrzostwo Rosji:  (1999, 2002, 2003, 2004, 2006, 2007, 2011)
- Wicemistrzostw Rosji:  (1997, 1998, 2000, 2005)
- Brązowy medal Mistrzostw Rosji:  (2008)
- Puchar Rosji:  (1999, 2003, 2007)
- Zwycięstwo w Lidze Mistrzów:  (2003, 2004, 2008)
- Srebrny medal Ligi Mistrzów:  (2011)

## Odznaczenia
- Odznaczony tytułem Zasłużonego Mistrza Sportu.
- Order Zasług dla Ojczyzny II klasy (16 marca 2007)